# Jaroslav Peškar
Jaroslav Peškar (* 22. ledna 1988 Turnov) je český fotbalový záložník a bývalý mládežnický reprezentant.

## Hráčská kariéra
Začínal ve Stružinci, odkud v roce 1995 přestoupil do Lomnice nad Popelkou. Od roku 2000 hostoval v Jablonci, na jaře 2002 do tohoto klubu přestoupil a jeho hráčem byl až do roku 2010. V dresu Jablonce si na jaře 2007 připsal tři prvoligové starty. V sezoně 2007/08 hostoval ve slovinských Domžalech (úřadující mistr), s nimiž obhájil ligový titul. Po jedné sezoně ve Slovinsku se vrátil do České republiky a Jablonec ho obratem půjčil druholigové Čáslavi.
Po vážné autonehodě v polovině září 2008 se z profesionálního fotbalu vytratil a nastupoval v nižších soutěžích za SK Hlavice, SK Semily, FK Jiskra Mšeno – Jablonec nad Nisou, FK Železný Brod a FK Přepeře.

### Reprezentace
V letech 2005–2007 byl členem mládežnických reprezentací České republiky. Nastupoval za reprezentační výběry do 18 let (v letech 2005–2006, 7 startů/žádný gól) a do 19 let (2006–2007, 6/0).

### Evropské poháry
V dresu NK Domžale zasáhl v červenci 2007 ke dvěma utkáním kvalifikace Ligy mistrů UEFA proti albánskému klubu KF Tirana.

### Ligová bilance
| Ročník           | Zápasy | Góly | Minuty | Klub        |
| ---------------- | ------ | ---- | ------ | ----------- |
| I. liga 2006/07  | 3      | 0    | 126    | FK Jablonec |
| I. liga 2007/08  | 17     | 0    | 558    | NK Domžale  |
| II. liga 2008/09 | 7      | 0    | 500    | FK Čáslav   |
| CELKEM I. LIGA   | 3      | 0    | 126    |             |
| CELKEM I. LIGA   | 17     | 0    | 558    |             |
| CELKEM II. LIGA  | 7      | 0    | 500    |             |